# Baidarka

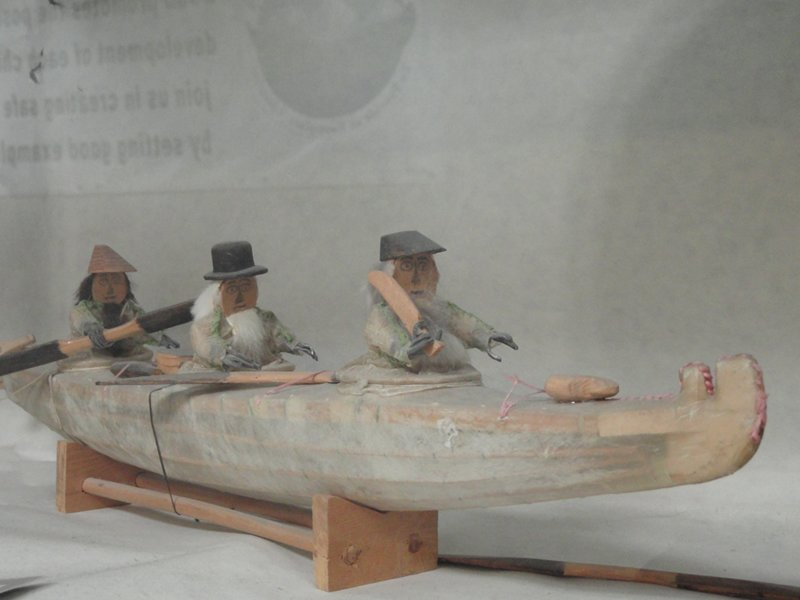
Een baidarka door Sergie Sovoroff.

Een baidarka of bajdarka (Russisch: байдарка; "kajak") is de traditionele boot van de Ungangan, de oorspronkelijke bevolking van de Aleoeten. Baidarka's zijn een soort kajaks gemaakt uit drijfhout, walvisbotten en huiden van zeeleeuwen waarmee op de zee werd gejaagd.
De onderscheidende vorm, de in tweeën gedeelde boeg en de abrupt eindigende stompe spiegel maakten het de bouwers mogelijk om te overleven in een gebied dat door sterke getijdenwisselingen, zware winden en stormen wordt geteisterd.
De baidarka werd gebouwd met een of meerdere zitplaatsen. De gespleten boeg vervult een dubbele functie; het breken van de oppervlaktegolven en als opwaartse druk om de boot op te heffen in de golven. Ook de stomp eindigende spiegel zorgt voor opwaartse druk, die vooral voordeel levert bij wind mee. De stompe spiegel en het onderste deel van de boeg maken het mogelijk om de grootst mogelijke waterlijnlengte te verkrijgen in verhouding tot de lengte van de boot. De zichtbare V-bodem verzekert een hoge eindstabiliteit. De dakvorm van het dek zorgt voor een snelle waterafloop en zorgt voor een groter bergvlak.
De Noordelijke Grote Oceaan rond de nauwelijks begroeide eilanden van de Aleoeten is rijk aan voedsel en grondstoffen en de bevolking van de Aleoeten was aangepast aan het leven van de zee. De baidarka was een machtig werktuig van de Aleoeten waarmee het mogelijk was om te profiteren van de rijkdom aan zeezoogdieren en zo aan voedsel, botten, huiden, vet en andere belangrijke grondstoffen te komen. 
Traditioneel gingen de Aleoeten met meerdere tweezitsbaidarka's op jacht, waarbij de achterste positie werd ingenomen door de peddelaar en de voorste door de jager. Driepersoons baidarka's waren niet bedoeld voor de jacht maar voor het vervoer van kinderen of ouderen of voor het vervoer van zieken naar een sjamaan op een buureiland. In de winter, wanneer de Aleoeten zich terugtrokken in hun onderkomens, de barabara's, werden de huiden van de baidarka's afgehaald om ze tot het nieuwe jachtseizoen veilig op te bergen om ze te beschermen tegen uitdroging of breken.
Over de oorsprong van de baidarka is weinig bekend daar de boten zelf uit materialen gebouwd zijn die snel verrotten en de Aleoeten niet beschikken over afbeeldingen die hierover uitsluitsel zouden kunnen geven. Men vermoedt echter dat de boot een lange geschiedenis kent. Op het moment dat de eerste Europese ontdekkingsreizigers naar Amerika reisden waren deze en soortgelijke boten wijd verspreid; van Groenland tot aan Rusland aan andere zijde van de Beringstraat en van de noordelijkste bewoonde gebieden tot in het zuiden, zover als de met walvisvet ingesmeerde boten konden standhouden tegen de hogere temperaturen.